# Elektronsko glasbilo
Elektronska glasbila so vse elektronske naprave, ki ustvarjajo zvoke.
Sedaj je že lahko vsak osebni računalnik elektronsko glasbilo, saj obstajajo računalniški programi za ustvaranje glasbe.

## Vrste elektronskih glasbil
- melotron
- sintetizator
- teremin
- vokoder